# گولدن دانتسیگ
گولدن دانتسیگ (به انگلیسی: Danzig gulden) یکای پول رایج در ایالت آزاد دانتسیگ بین سال‌های ۱۹۲۳ تا ۱۹۳۹ میلادی بود. مسئولیت کنترل این یکای پول برعهدهٔ بانک دانزیگ قرار داشت.